# ناحیه گنزرندورف
ناحیه گنزرندورف (به آلمانی: Gänserndorf District) یک ناحیه در اتریش است که در نیدراسترایش واقع شده‌است. ناحیه گنزرندورف ۹۹٬۷۳۸ نفر جمعیت دارد.